# Der Sternenfänger (Film)
Der Sternenfänger ist ein Kurzfilm aus dem Jahr 2009, der eine Liebesgeschichte zweier Jugendlicher erzählt.

## Handlung
Eugen, Anfang 20, lebt allein, da sich seine Familie aufgelöst hat. Mutter und Vater haben neu geheiratet und kümmern sich nicht recht um ihren Sohn. Seine Lage ändert sich erst, als er durch einen Zufall Linda kennenlernt. Linda, die seit ihrer Geburt an der Glasknochenkrankheit leidet, wird von ihren Eltern ziemlich isoliert und übermäßig fürsorglich aufgezogen. Für Eugen und Linda verändert sich die Welt völlig, da sie sich gegenseitig helfen, einander zu verstehen und mit ihrem Schicksal zu leben.
Aus einer Freundschaft entwickelt sich Liebe, und das Glück scheint gesichert, als Linda, durch ihre Krankheit höchst anfällig für Verletzungen, von einem Auto angefahren wird und stirbt. Für Eugen bricht nun alles, was ihm in den letzten Monaten Halt gab, zusammen, er hegt Selbstmordgedanken.
Einige Zeit nach dem Unfall hat Eugen sich geändert, seine Trauer um Linda ist immer noch vorhanden, aber er folgt ihrem Beispiel, sich nicht vom Schicksal einschüchtern zu lassen, und blickt optimistisch in die Zukunft.

## Das Team
Das Produktionsteam "Wir bewegen Bilder" unter der Leitung von Pascal Schröder bestand aus 20 Nachwuchsfilmemachern im Alter von 18 bis 30 Jahren.
Die Realisierung des Projekts dauerte ein ganzes Jahr. Nach nur sieben Drehtagen war der Film zwar bereits im Sommer 2009 abgedreht, die Postproduktion dauerte jedoch sechs Monate, da der komplette Film nachsynchronisiert werden musste. Im Januar 2010 erfolgte dann die endgültige Fertigstellung.

## Die Schauspieler
Olga von Luckwald, geboren am 5. Oktober 1991 in Köln, spielt seit ihrer Kindheit Theater. Ihre erste große Hauptrolle hatte sie in Ein Mann, ein Fjord! (ZDF, 2008), wo sie unter anderem mit Hape Kerkeling vor der Kamera stand.
Orestes Fiedler, geboren am 9. Mai 1986 in Ruda Śląska/Polen spielt seit 1999 Theater und in diversen Kurzfilmprojekten mit. Nach seinem Abitur ging er nach Los Angeles, wo er an der New York Film Academy den „8-Week Acting Workshop“ besuchte. 2006 und 2007 hatte er Schauspielunterricht bei Tony Glaser.